# 別里利夫卡
52°4′23″N 31°44′21″E / 52.07306°N 31.73917°E
別里利夫卡（烏克蘭語：Берилівка），是烏克蘭北部的村莊，隸屬切爾尼希夫州的切爾尼希夫區。該村面積1.27平方公里，海拔高度133米，2006年人口74，人口密度每平方公里58.27人。